# Playrix
Playrix Holding Ltd., auch bekannt als Playrix Entertainment und Playrix Games, ist ein Entwickler von Free-to-Play-Mobile-Spielen, der hinter Titeln wie Township, Fishdom, Homescapes und Gardenscapes steht. Das Unternehmen wurde 2004 von Dmitry Bukhman und Igor Bukhman gegründet und hat seinen Hauptsitz in Dublin, Irland.
Playrix wurde 2021 mit 8 Milliarden Dollar bewertet. Im Jahr 2023 war Playrix nach Umsatz der drittgrößte Mobile-Game-Entwickler der Welt. Im Jahr 2022 kündigte das Unternehmen an, sich aus dem russischen Markt zurückzuziehen, und schloss daraufhin seine russischen Büros.

## Unternehmensgeschichte

### Gründung von Playrix
Bevor das Unternehmen Playrix gegründet wurde, entwickelten die Brüder Igor und Dmitry Bukhman mehrere einfache Computerspiele, während sie noch Studenten waren. Ihr erstes Spiel hieß Xonix, das die Brüder auf einem Computer mit einem Pentium 100-Prozessor entwickelten. Das Spiel wurde 2001 nach einer einmonatigen Entwicklungszeit veröffentlicht. Später im selben Jahr veröffentlichten sie Discovera, das dem Spiel Xonix ähnlich war. Die Brüder setzten den Preis auf 15 US-Dollar fest und luden es in zweihundert App-Kataloge hoch. Das Spiel brachte im ersten Monat 60 US-Dollar ein. Sechs Monate später veröffentlichten die Bukhman-Brüder ihr zweites Spiel, das ihren monatlichen Umsatz auf 200 US-Dollar steigerte und es ihnen ermöglichte, einen zweiten Computer zu kaufen. Sechs Monate danach veröffentlichten sie ein weiteres Spiel und begannen, Bildschirmschoner zu verkaufen, die sie von Programmierern kauften.
Bis 2004 hatten Igor und Dmitry Bukhman drei Spiele und 30 Bildschirmschoner veröffentlicht, wodurch ihre Einnahmen erstmals auf 10.000 US-Dollar pro Monat stiegen. Sie gründeten offiziell Playrix, mieteten ein Büro in Wologda und stellten zehn Mitarbeiter ein. Zunächst entwarf das Unternehmen hauptsächlich einfache Puzzlespiele für Heimcomputer. Bis Ende 2007 hatte die Firma etwa 15 Casual Games und ihr erstes PC-Spiel veröffentlicht und einen monatlichen Umsatz von 300.000 US-Dollar erreicht.

### Unternehmenswachstum durch mobile Spiele
Im Jahr 2009 begann Playrix, sich für die Entwicklung von Free-to-Play-Spielen für Mobiltelefone zu interessieren, während das Unternehmen weiterhin PC-Spiele kreierte. Der Mobile-Game-Entwickler Perfect Play Studio, der hauptsächlich in Moskau und in Bryansk tätig ist, wurde 2009 als WebGames gegründet, trat 2010 in den Markt ein und änderte später im Jahr 2020 seinen Namen in Perfect Play.
Im Jahr 2012 veröffentlichte Playrix sein erstes Spiel auf Facebook – Township. Das Spiel wurde eines der 50 umsatzstärksten Spiele auf Facebook, mit 350.000 täglich aktiven Nutzern. Ein Jahr später wurde Township das erste Spiel des Unternehmens, das auf iOS und später auf Android veröffentlicht wurde. In den folgenden sieben Jahren wurde das Spiel etwa 250 Millionen Mal heruntergeladen.
Im April 2013 verlegte Playrix seinen Hauptsitz nach Dublin. 2015 begann das Unternehmen mit der Arbeit per Telearbeit, und 2016 arbeiteten bereits mehr Mitarbeiter per Telearbeit als in der Hauptgeschäftsstelle.
Ende April 2015 gab das Unternehmen die Veröffentlichung seines zweiten Free-to-Play-Mobilspiels bekannt – Fishdom: Deep Dive. Anschließend veröffentlichte Playrix Gardenscapes (2016) und Homescapes (2017). Letzteres brachte dem Unternehmen bis Ende 2019 Einnahmen von 1,5 Milliarden US-Dollar ein. Später veröffentlichte das Unternehmen zwei weitere Spiele – Wildscapes (2019) und Manor Matters (2019).
Laut der App Annie wurde das Unternehmen im September 2016 zum umsatzstärksten Mobile-Game-Entwickler in der Region GUS und den baltischen Staaten, zum zweithöchsten in Europa in Bezug auf den Umsatz und rangierte unter den 20 größten Mobile-Game-Entwicklern der Welt. Im August 2017 wurde das Unternehmen der führende Mobile-Game-Publisher in Europa, basierend auf den Einnahmen aus Google Play und dem App Store.

### Übernahmen und neue Entwicklungen
Anfang 2018 erwogen die Bukhman-Brüder, das Unternehmen zu verkaufen, entschieden sich jedoch schließlich, stattdessen in andere Videospielunternehmen zu investieren. Im Jahr 2018 erwarb Playrix eine 43-prozentige Beteiligung an Nexters, einem der größten Videospielentwickler Europas. Im Jahr 2018 wurde Playrix auf iOS und Android weltweit zum neuntgrößten Spielehersteller nach Umsatz.
Im Jahr 2019 erzielte Playrix etwa 1,7 Milliarden US-Dollar. Rund 100 Millionen US-Dollar wurden für den Kauf von Anteilen an europäischen Spielestudios ausgegeben. Im August 2019 investierte Playrix in das belarussische Unternehmen Vizor Games. Im Oktober desselben Jahres erwarb Playrix das ukrainische Unternehmen Zagrava Games und integrierte auch den russischen Spieleentwickler Alawar Games in das Unternehmen. Im Dezember erwarben sie das serbische Unternehmen Eipix Entertainment.
Im Mai 2020 erwarb Playrix das armenische Studio Plexonic und im Juni das kroatische Studio Cateia Games. Infolge dieses Fokus auf Übernahmen wuchs das Unternehmen in rasantem Tempo. Im Jahr 2020 waren mehr als 2.500 Personen in 25 Büros weltweit bei Playrix beschäftigt. Im März 2021 kaufte das Unternehmen das ukrainische Studio Boolat Games.
Im Zuge des Russischen Überfalls auf die Ukraine 2022 gab Playrix bekannt, dass es seine Büros und Entwicklungsaktivitäten in Russland und Belarus aufgrund der andauernden russischen Invasion in der Ukraine schließen werde. Das Unternehmen erklärte, dass es die in den betroffenen Ländern lebenden Mitarbeiter in andere Regionen versetzen werde.

## Unternehmensstruktur
Playrix hat seinen Sitz in Dublin, Irland, und gehört Igor und Dmitry Bukhman, die das Unternehmen auch leiten. Im Geschäftsjahr 2023 erzielte Playrix einen Umsatz von etwa 1,83 Milliarden US-Dollar. Die größten Absatzmärkte sind die USA, China und Japan.
Playrix beschäftigt international über 3.000 Personen.

## Finanzen
Im Jahr 2020 wurden laut App Annie Gardenscapes und Fishdom jeweils 190 Millionen und 120 Millionen Mal heruntergeladen. Infolgedessen stiegen die Einnahmen von Playrix aus Downloads und In-Game-Käufen innerhalb von nur acht Monaten auf 1,75 Milliarden US-Dollar. Die Gewinne aus Werbung machten lediglich 3 % der gesamten Einnahmen des Unternehmens aus. Die Anzahl der monatlich aktiven Spieler stieg ebenfalls auf 180 Millionen. Im Jahr 2021 wurde das Unternehmen mit 8 Milliarden US-Dollar bewertet. Playrix war der viertgrößte Mobile-Game-Entwickler der Welt nach Umsatz und erzielte im Jahr 2021 2,7 Milliarden US-Dollar.
Während der COVID-19-Pandemie im Jahr 2020 vermeldete Playrix einen Anstieg der Downloads und des Gewinns. Als Reaktion auf die Pandemie zahlte Playrix im April 2020 jedem seiner 2.100 Mitarbeiter eine zusätzliche Einmalzahlung in Höhe von 650 Dollar, um ihn finanziell zu unterstützen.
Im April 2019 traten Igor und Dmitry Bukhman erstmals im Bloomberg Billionaires Index auf. Ihr Nettovermögen betrug jeweils 1,4 Milliarden US-Dollar. Laut dem Bloomberg Billionaires Index war der Anteil jedes Bruders im September 2020 jeweils 3,9 Milliarden US-Dollar wert. Im Jahr 2024 berichtete The Sunday Times, dass ihr gemeinsames Nettovermögen 16,66 Milliarden US-Dollar betrug.

## Veröffentlichungen

### Aktuelle Spiele
| Year | Title                   | Microsoft Store | macOS | Android | iOS | Facebook Platform | Amazon | Galaxy Store | Blackberry World |
| ---- | ----------------------- | --------------- | ----- | ------- | --- | ----------------- | ------ | ------------ | ---------------- |
| 2012 | Township                | Ja              | Ja    | Ja      | Ja  | Ja                | Ja     | Ja           | Nein             |
| 2016 | Fishdom                 | Ja              | Ja    | Ja      | Ja  | Ja                | Ja     | Ja           | Nein             |
| 2016 | Gardenscapes: New Acres | Ja              | Ja    | Ja      | Ja  | Ja                | Ja     | Ja           | Ja               |
| 2017 | Homescapes              | Ja              | Ja    | Ja      | Ja  | Ja                | Ja     | Ja           | Ja               |
| 2019 | Wildscapes              | Ja              | Ja    | Ja      | Ja  | Nein              | Nein   | Nein         | Nein             |
| 2019 | Manor Matters           | Ja              | Nein  | Ja      | Ja  | Nein              | Nein   | Nein         | Nein             |
| 2023 | Mystery Matters         | Nein            | Nein  | Ja      | Ja  | Nein              | Nein   | Nein         | Nein             |
| 2024 | Fishdom: Solitaire      | Nein            | Nein  | Ja      | Ja  | Nein              | Ja     | Nein         | Nein             |

### Ehemalige Spiele
- 4 Elements
- 4 Elements II
- Around the World in 80 Days
- Atlantis Quest
- Rise of Atlantis[51]
- Call of Atlantis
- The Path of Hercules
- Call of the Ages
- Royal Envoy
- Royal Envoy 2[52]
- Royal Envoy 3
- Royal Envoy: Campaign for the Crown
- Brickshooter Egypt
- Around the World in 80 Days
- Fishdom
- Fishdom H2O: Hidden Odyssey
- Fishdom 2
- Fishdom: Spooky Splash
- Fishdom: Harvest Splash
- Fishdom: Frosty Splash
- Fishdom 3
- Aquascapes
- Fishdom: The Depths of Time
- Pocket Fishdom
- Gardenscapes
- Gardenscapes: Mansion Makeover
- Gardenscapes 2
- Farmscapes
- Barn Yarn

## Auszeichnungen (Auswahl)
- 2016: Facebook Game of the Year Auszeichnung für Gardenscapes.[53]
- 2018: Mobile Game Award in der Kategorie Best Game Management & Live Ops für Gardenscapes.[54]